# 御用聞き
御用聞き（ごようきき）とは、
1. 訪問販売の呼び方の一種。
2. 江戸時代の特権的な御用商人、豪農の格式のひとつ。類似の御用達よりも格下とされた。
3. 江戸時代の警察機構の末端を担った岡っ引の異称。

ここでは1について述べる。
本来は営業（御用聞き、外回りとも）が定期的に得意先を周り受注を得る、ルート・セールスを指す。
金融機関・農協等の共済機関が同組合員や自営業、富裕層宅へ定期的に集金等に、百貨店・高級品専門店等が富裕層宅へ定期的に、また、新製品発売の折に、運送業が受注の多い顧客へ定期的に回る事は今でも普通に行われている。
但し、地域によって差はあるが、サザエさん等にみられる様な、酒屋・萬屋等の店主、店員が定期的に得意先を周り受注を得る形は、押し売りと受け取られる面もある事などから、現在は専ら電話で注文、配達に変化している。
一方で、店頭に買い出しに行く事が困難な高齢者の増加に伴い、生活協同組合等による宅配（納品時に次回以後分の発注を受け、定期巡回を行う事がある）という形で復活しつつある。
その他
- 江戸時代から昭和期にかけての時代をドラマ化したものに多く登場し、老舗などが行うさまが映し出されている。サザエさんに出てくる三河屋が有名である。